# Phlebosphales patulata
Phlebosphales patulata är en fjärilsart som beskrevs av Walker 1862. Phlebosphales patulata ingår i släktet Phlebosphales och familjen mätare. Inga underarter finns listade i Catalogue of Life.